# Robert Dupérier
Pour les articles homonymes, voir Dupérier.
Robert Dupérier, né le 10 novembre 1896 à Souprosse et mort le 5 juin 1957, est un haut fonctionnaire et résistant français. 

## Biographie
Il adhère au Parti socialiste en 1930. Chef de bureau à la Caisse des dépôts et consignations, il milite dans les organisations syndicales. Il est vice-président et secrétaire général de la Fédération générale des fonctionnaires.
De retour à Paris en 1941, Jacques Mitterrand avec Robert Dupérier et une dizaine d'autres fonctionnaires de la CDC forme un premier réseau de Résistance intérieure.
Il est désigné par le gouvernement provisoire, comme préfet de la Mayenne, où il arrive clandestinement au début de juin 1944, comme chargé de constituer un nouveau CDL. 
Pourvu d'un certificat médical de complaisance, il circule librement sous son vrai nom, comme réfugié parisien en convalescence. D'abord accueilli à Château-Gontier dans des familles amies du Groupe de résistance de Château-Gontier à partir du 24 mai, il s'installe en juin 1944 à Loigné-sur-Mayenne. Adolphe Bouvet, facteur et résistant de Saint-Sulpice, est son agent de liaison avec le futur CLD et les divers organismes de Résistance. 
Le 5 août 1944, il quitte définitivement Loigné-sur-Mayenne pour se rendre, à bicyclette, à Laval. Il est reçu par le docteur Paul Mer qui l’héberge à la clinique Saint-François. Le 6 août 1944, lors de la Libération de Laval, il prend en compagnie du docteur Mer place à la Préfecture à 19h . Le lendemain, Dupérier et le nouveau Comité départemental de libération de la Mayenne tiennent leur première réunion officielle. Après des contacts avec les rescapés du premier CDL, Dupérier nomme le Docteur Paul Mer, président du CDL.
Il devient ensuite préfet de la Nièvre en janvier 1946 puis préfet de la Drôme en 1947. Il est conseiller municipal de Saint-Cloud, et médaillé de la Résistance.

## Décorations
- Officier de la Légion d'honneur Il est fait chevalier le 4 janvier 1947, promu officier le 9 février 1952.

## Sources
- « DUPERIER, Robert Jean Benoît », sur Archives nationales (consulté le 8 janvier 2020).

### Études locales
- Marc Valée, Cinq années de vie et de guerre en pays mayennais. Groupe Iéna, Château-Gontier, 1962. 414 p.
- Francis Robin, La Mayenne de 1940 à 1944, Occupation, Résistance, Libération, Laval, 1973.
- Michel Desrues, Magali Even, Mémorial de la Mayenne 1940-1945, 2001.
- Patrick Planchenault, La vie quotidienne des sud-Mayennais pendant la guerre 1939-1945, 300 p., Édité par Ediprint.